# Kanton Vaucouleurs
Der Kanton Vaucouleurs ist seit 1790 ein französischer Wahlkreis in den Arrondissements Bar-le-Duc und Commercy im Département Meuse und in der Region Grand Est (bis 2015 Lothringen). Hauptort des Kantons ist die Stadt Vaucouleurs.

## Geschichte
Der Kanton entstand 1790. Bis 2015 gehörten 20 Gemeinden zum Kanton Vaucouleurs. Mit der Neuordnung der Kantone in Frankreich stieg die Zahl der Gemeinden 2015 auf 47. Zu den bisherigen 20 Gemeinden kamen alle 18 Gemeinden des bisherigen Kantons Void-Vacon, 5 der 14 Gemeinden des Kantons Commercy und 4 der 20 Gemeinden aus dem Kanton Ligny-en-Barrois hinzu.

## Gemeinden
Der Kanton besteht aus 48 Gemeinden mit insgesamt 12.189 Einwohnern (Stand: 1. Januar 2022) auf einer Gesamtfläche von 605,92 km²:
| Gemeinde                  | Einwohner 1. Januar 2022 | Fläche km² | Dichte Einw./km² | Code INSEE | Postleitzahl | Arrondissement |
| ------------------------- | ------------------------ | ---------- | ---------------- | ---------- | ------------ | -------------- |
| Bovée-sur-Barboure        | 130                      | 13,37      | 10               | 55066      | 55190        | Commercy       |
| Boviolles                 | 97                       | 8,13       | 12               | 55067      | 55500        | Commercy       |
| Brixey-aux-Chanoines      | 78                       | 7,62       | 10               | 55080      | 55250        | Commercy       |
| Broussey-en-Blois         | 57                       | 11,04      | 5                | 55084      | 55190        | Commercy       |
| Burey-en-Vaux             | 157                      | 6,47       | 24               | 55088      | 55140        | Commercy       |
| Burey-la-Côte             | 86                       | 4,29       | 20               | 55089      | 55140        | Commercy       |
| Chalaines                 | 304                      | 8,10       | 38               | 55097      | 55140        | Commercy       |
| Champougny                | 86                       | 5,91       | 15               | 55100      | 55140        | Commercy       |
| Cousances-lès-Triconville | 146                      | 18,27      | 8                | 55518      | 55500        | Commercy       |
| Culey                     | 124                      | 11,02      | 11               | 55138      | 55000        | Bar-le-Duc     |
| Dagonville                | 86                       | 13,01      | 7                | 55141      | 55500        | Commercy       |
| Épiez-sur-Meuse           | 38                       | 8,19       | 5                | 55173      | 55140        | Commercy       |
| Erneville-aux-Bois        | 146                      | 28,05      | 5                | 55179      | 55500        | Commercy       |
| Goussaincourt             | 118                      | 10,33      | 11               | 55217      | 55140        | Commercy       |
| Laneuville-au-Rupt        | 196                      | 13,23      | 15               | 55278      | 55190        | Commercy       |
| Loisey                    | 278                      | 13,47      | 21               | 55298      | 55000        | Bar-le-Duc     |
| Marson-sur-Barboure       | 58                       | 5,90       | 10               | 55322      | 55190        | Commercy       |
| Maxey-sur-Vaise           | 281                      | 10,90      | 26               | 55328      | 55140        | Commercy       |
| Méligny-le-Grand          | 89                       | 11,52      | 8                | 55330      | 55190        | Commercy       |
| Méligny-le-Petit          | 74                       | 8,39       | 9                | 55331      | 55190        | Commercy       |
| Ménil-la-Horgne           | 175                      | 16,56      | 11               | 55334      | 55190        | Commercy       |
| Montbras                  | 21                       | 5,40       | 4                | 55344      | 55140        | Commercy       |
| Montigny-lès-Vaucouleurs  | 77                       | 11,83      | 7                | 55350      | 55140        | Commercy       |
| Naives-en-Blois           | 156                      | 15,70      | 10               | 55368      | 55190        | Commercy       |
| Nançois-le-Grand          | 74                       | 9,25       | 8                | 55371      | 55500        | Commercy       |
| Nançois-sur-Ornain        | 362                      | 7,98       | 45               | 55372      | 55500        | Bar-le-Duc     |
| Neuville-lès-Vaucouleurs  | 147                      | 8,35       | 18               | 55381      | 55140        | Commercy       |
| Ourches-sur-Meuse         | 221                      | 10,35      | 21               | 55396      | 55190        | Commercy       |
| Pagny-la-Blanche-Côte     | 226                      | 12,43      | 18               | 55397      | 55140        | Commercy       |
| Pagny-sur-Meuse           | 1.026                    | 18,81      | 55               | 55398      | 55190        | Commercy       |
| Reffroy                   | 72                       | 9,41       | 8                | 55421      | 55190        | Commercy       |
| Rigny-la-Salle            | 370                      | 10,28      | 36               | 55433      | 55140        | Commercy       |
| Rigny-Saint-Martin        | 50                       | 16,11      | 3                | 55434      | 55140        | Commercy       |
| Saint-Aubin-sur-Aire      | 177                      | 14,17      | 12               | 55454      | 55500        | Commercy       |
| Saint-Germain-sur-Meuse   | 215                      | 7,67       | 28               | 55456      | 55140        | Commercy       |
| Salmagne                  | 284                      | 16,73      | 17               | 55466      | 55000        | Bar-le-Duc     |
| Saulvaux                  | 113                      | 22,42      | 5                | 55472      | 55500        | Commercy       |
| Sauvigny                  | 222                      | 17,51      | 13               | 55474      | 55140        | Commercy       |
| Sauvoy                    | 70                       | 7,82       | 9                | 55475      | 55190        | Commercy       |
| Sepvigny                  | 74                       | 6,31       | 12               | 55485      | 55140        | Commercy       |
| Sorcy-Saint-Martin        | 1.044                    | 21,72      | 48               | 55496      | 55190        | Commercy       |
| Taillancourt              | 123                      | 11,09      | 11               | 55503      | 55140        | Commercy       |
| Troussey                  | 470                      | 17,23      | 27               | 55520      | 55190        | Commercy       |
| Ugny-sur-Meuse            | 106                      | 4,29       | 25               | 55522      | 55140        | Commercy       |
| Vaucouleurs               | 1.916                    | 39,35      | 49               | 55533      | 55140        | Commercy       |
| Villeroy-sur-Méholle      | 56                       | 6,47       | 9                | 55559      | 55190        | Commercy       |
| Void-Vacon                | 1.606                    | 35,58      | 45               | 55573      | 55190        | Commercy       |
| Willeroncourt             | 107                      | 7,89       | 14               | 55581      | 55500        | Bar-le-Duc     |
| Kanton Vaucouleurs        | 12.189                   | 605,92     | 20               | 5515       | –            | –              |

Bis zur landesweiten Neuordnung der französischen Kantone im März 2015 gehörten zum Kanton Vaucouleurs die 20 Gemeinden  Brixey-aux-Chanoines,  Burey-en-Vaux, Burey-la-Côte, Chalaines, Champougny, Épiez-sur-Meuse, Goussaincourt, Maxey-sur-Vaise, Montbras, Montigny-lès-Vaucouleurs, Neuville-lès-Vaucouleurs, Pagny-la-Blanche-Côte, Rigny-la-Salle, Rigny-Saint-Martin, Saint-Germain-sur-Meuse, Sauvigny, Sepvigny, Taillancourt, Ugny-sur-Meuse und Vaucouleurs (Hauptort). Sein Zuschnitt entsprach einer Fläche von 212,43 km2. Er besaß vor 2015 den INSEE-Code 5524.

## Bevölkerungsentwicklung
| 1962 | 1968 | 1975 | 1982 | 1990 | 1999 | 2006 | 2012 |
| ---- | ---- | ---- | ---- | ---- | ---- | ---- | ---- |
| 6734 | 6279 | 5494 | 5179 | 4997 | 5050 | 5051 | 5096 |

## Politik
Bereits im 1. Wahlgang am 22. März 2015 gewann das Gespann Catherine Bertaux/André Jannot (beide DVD) gegen Ghislaine Di Risio/Jean-Pierre Lamotte (beide FN) mit einem Stimmenanteil von 65,50 % (Wahlbeteiligung:56,83 %).
Seit 1945 hatte der Kanton folgende Abgeordnete im Rat des Départements:
| Vertreter im conseil général des Départements | Vertreter im conseil général des Départements | Vertreter im conseil général des Départements                 |
| Amtszeit                                      | Name                                          | Partei                                                        |
| --------------------------------------------- | --------------------------------------------- | ------------------------------------------------------------- |
| 1945–1967                                     | Louis Lemaître                                | SFIO, danach UDSR und Rassemblement des gauches républicaines |
| 1967–1979                                     | M. Floriot                                    | Union des démocrates pour la République und danach RPR        |
| 1979–1985                                     | Pierre Vincent                                | UDF                                                           |
| 1985–2015                                     | Gérard Lahure                                 | PS                                                            |
| 2015–                                         | Catherine Bertaux André Jannot                | DVD                                                           |